# Brachydeutera longipes
Brachydeutera longipes är en tvåvingeart som beskrevs av Friedrich Georg Hendel 1913. Brachydeutera longipes ingår i släktet Brachydeutera och familjen vattenflugor. Inga underarter finns listade i Catalogue of Life.